# Phenylisocyanat
Phenylisocyanat ist eine chemische Verbindung aus der Gruppe der organischen Isocyanate.

## Gewinnung und Darstellung
Phenylisocyanat kann aus Anilin und Phosgen gewonnen werden, wobei mehr als 1000 t pro Jahr hergestellt oder eingeführt werden.

## Eigenschaften
Phenylisocyanat ist eine tränenreizende, entzündliche, farblose bis gelbliche Flüssigkeit mit stechendem Geruch. In Wasser hydrolysiert es zu Anilin unter Kohlendioxid-Abspaltung. Die mittels DSC bestimmte Zersetzungswärme beträgt −49 kJ·mol−1 bzw. −410 kJ·kg−1.

## Verwendung
Phenylisocyanat wird als Reagenz auf Amine und Alkohole, zur Herstellung von Pharmazeutika, Pflanzenschutzmitteln (z. B. Carbetamid), Textilhilfsmitteln (optische Aufheller), Weichmachern sowie in der Lack- und Photoindustrie verwendet.

## Sicherheitshinweise
Die Dämpfe von Phenylisocyanat können mit Luft ein explosionsfähiges Gemisch (Flammpunkt 51 °C, Zündtemperatur 580 °C) bilden.